# 迪爾萬德山
47°49′59″N 15°55′17″E / 47.83306°N 15.92139°E

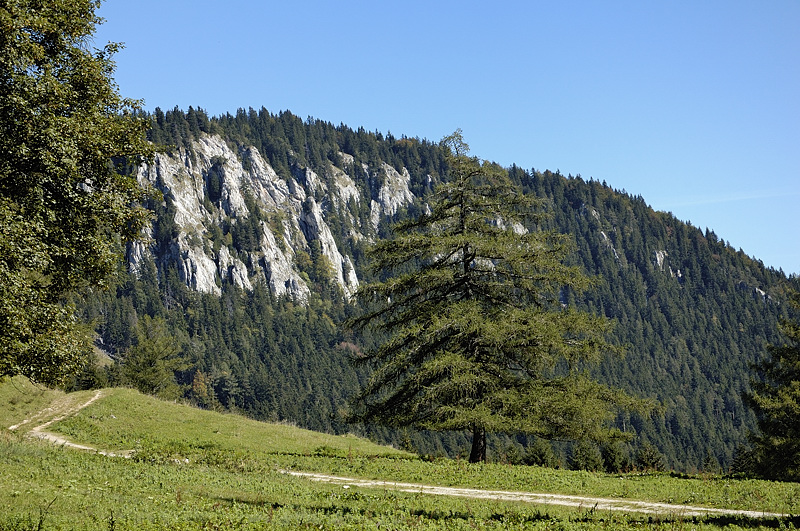

迪爾萬德山（德語：Dürre Wand），是奧地利的山峰，位於該國東部，由下奧地利州負責管轄，屬於古滕施泰因阿爾卑斯山脈的一部分，距離施内山8.4公里，海拔高度1,222米。